# ماشین قراضه پادشاه به سلامت
ماشین قراضه پادشاه به سلامت (انگلیسی: Long Fliv the King) یک فیلم کمدی صامت کوتاه آمریکایی به کارگردانی لئو مک‌کری است که در سال ۱۹۲۶ منتشر شد. از بازیگران این فیلم می‌توان به اولیور هاردی، لان پاف، چارلی چیس، ماکس داویدسون، مارتا اسلیپر، فرد ملتستا، جان آسن، سمی بروکس و هلن گیلمور اشاره کرد.